# Poljica, Danilovgrad
Poljica este un sat din comuna Danilovgrad, Muntenegru. Conform datelor de la recensământul din 2003, localitatea are 17 locuitori (la recensământul din 1991 erau 26 de locuitori).

## Demografie
În satul Poljica locuiesc 17 persoane adulte, iar vârsta medie a populației este de 54,7 de ani (57,8 la bărbați și 50,2 la femei). În localitate sunt 8 gospodării, iar numărul mediu de membri în gospodărie este de 2,13.
Populația localității este foarte eterogenă.
|  |

| Demografie | Demografie | Demografie |
| An         | Locuitori  | Locuitori  |
| ---------- | ---------- | ---------- |
|            |            |            |
|            |            |            |
|            |            |            |
|            |            |            |
| 1948       | 60         |            |
| 1953       | 56         |            |
| 1961       | 53         |            |
| 1971       | 57         |            |
| 1981       | 34         |            |
| 1991       | 26         | 26         |
| 2003       | 17         | 17         |

| \| Componența etnică conform recensământului din 2003[2] \| Componența etnică conform recensământului din 2003[2] \| Componența etnică conform recensământului din 2003[2] \| Componența etnică conform recensământului din 2003[2] \| Componența etnică conform recensământului din 2003[2] \| \| ----------------------------------------------------- \| ----------------------------------------------------- \| ----------------------------------------------------- \| ----------------------------------------------------- \| ----------------------------------------------------- \| \| \| \| \| \| \| \| Muntenegreni \| Muntenegreni \| \| 9 \| 52,94% \| \| Sârbi \| Sârbi \| \| 5 \| 29,41% \| \| necunoscută \| necunoscută \| \| 0 \| 0% \| |              |  |   |        |
| Componența etnică conform recensământului din 2003 |              |  |   |        |
| |              |  |   |        |
| Muntenegreni | Muntenegreni |  | 9 | 52,94% |
| Sârbi | Sârbi        |  | 5 | 29,41% |
| necunoscută | necunoscută  |  | 0 | 0%     |